# پولمون لاذقی

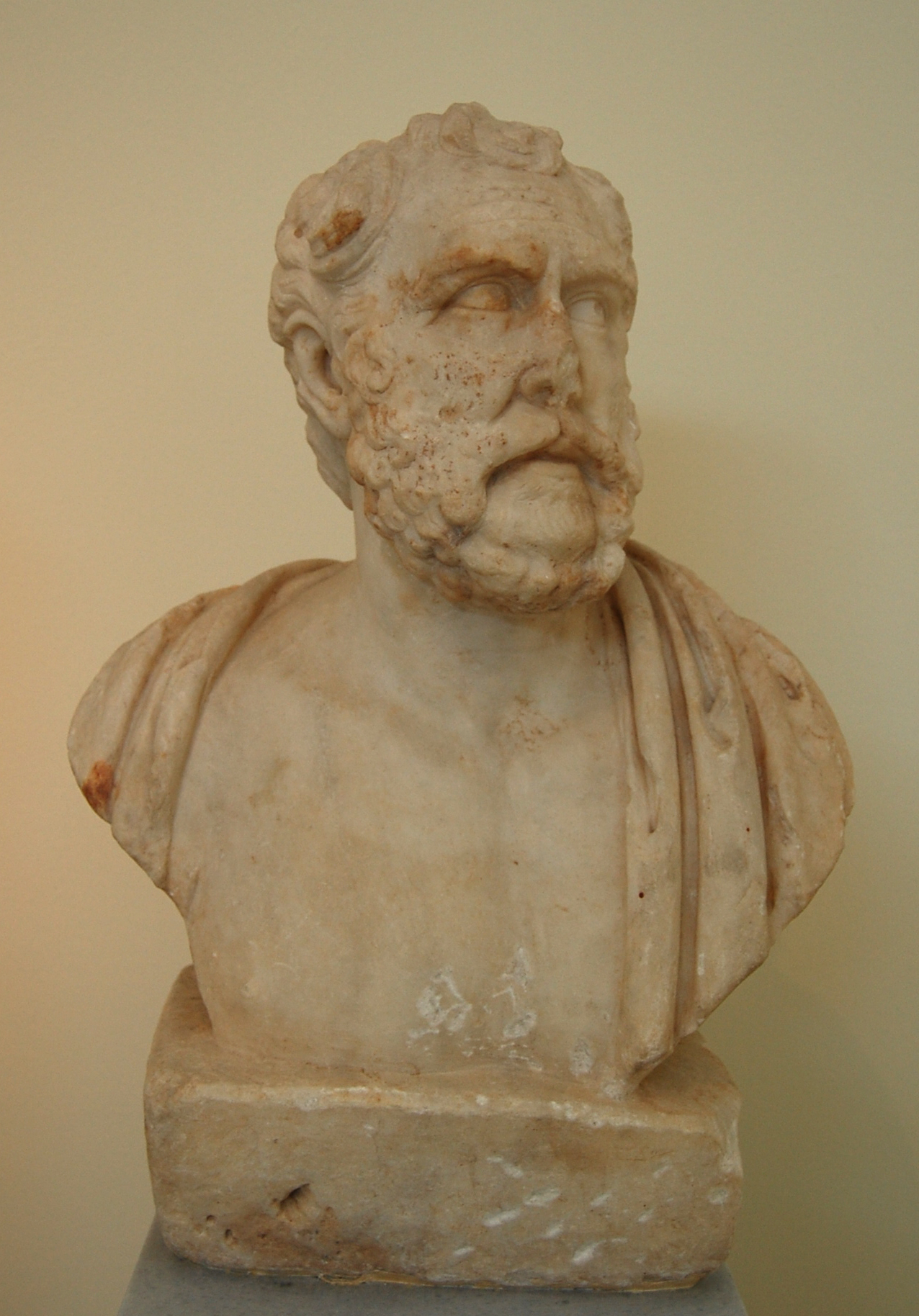
سردیس پولمون، از سنگ مرمر استخراج شده از کوه پنتلیک، کشف شده از معبد زئوس در آتن

پولمون لاذقی (به یونانی: Μάρκος Ἀντώνιος Πολέμων)، با نام کامل مارکوس آنتونیوس پولمون، سوفسطایی یونانی بود که در لاذقیه زاده شد و در زمان هادریان و آنتونینوس (۱۱۷ تا ۱۳۸ میلادی و ۱۳۸ تا ۱۶۱ میلادی) در ازمیر پرآوازه گشت. او را بانام پولمون اسمیرنایی نیز می شناسند. پولمون، صرف‌نظر از رسالهٴ منحول منسوب به ارسطو، مؤلف قدیم‌ترین رساله در علم فراست‌ است. رسالهٴ پولمون حاوی هفتاد فصل است.